# Смерть в 17
«Смерть в 17» (англ. Dead at 17) — канадский телевизионный фильм 2008 года режиссёра Дугласа Джексона в жанре драматического триллера.

## Сюжет
Несколько парней приглашают к себе на мальчишник стриптизёршу, но в результате несчастного случая она погибает. Юноша, ответственный за смерть по неосторожности, хочет скрыть преступление, но один из его приятелей не желает молчать, чем подвергает себя опасности.

## В ролях
- Барбара Нивен — Алиса
- Джон Брегар — Коди
- Джастин Брэдли — Гейб
- Мэттью Раудсепп — Джейсон
- Кайл Свитцер — Тай
- Дэни Кайнд — Дэнни
- Эшли Джонс — Бекка
- Кэтрин Мэри Стюарт — Холли
- Софи Гендрон — Доминик
- Линден Эшби — Курт

## Съёмочная группа
- Режиссёр: Дуглас Джексон (англ. Douglas Jackson)
- Сценарий: Софи Гендрон (Sophie Gendron), Кристин Конрадт (Christine Conradt)
- Продюсеры: Стефан Водославский (Stefan Wodoslawsky), Нейл Брегман (Neil Bregman)
- Оператор: Берт Тугас (Bert Tougas)
- Художник-постановщик: Чаба Андраш Кертес (Csaba András Kertész)
- Композитор: Ричард Боуэрс (Richard Bowers)
- Монтаж: Роберт Э. Ньютон (Robert E. Newton)
- Подбор актёров: Джинетте Д’Амико (Ginette D’Amico), Аарон Гриффит (Aaron Griffith), Лайза Парасайн (Lisa Parasyn)
- Художник по костюмам: Сузана Фишер (Suzana Fischer)

## Производство
Perfect Productions Inc., Capital Productions 3 (SV) Inc.

## Критика
На сайте-агрегаторе рецензий Rotten Tomatoes фильм имеет рейтинг 26%.
По мнению обозревателя Cinemagazine Анса Вейнгардена, «Смерть в 17» выглядит весьма достойно для малобюджетного телефильма, хотя и не представляет собой ничего мало-мальски выдающегося. Он также отмечает качественную актёрскую игру Барбары Нивен, Софи Гендрон и Джона Брегара.